# 반서방 감정
반서방 감정(Anti-Western sentiment)은 서양이나 서방권 대한 적대적인 감정을 의미한다. 서양 문화에 대한 거부감이나 서방권의 외교정책에 대한 무조건적인 반대 등 폭넓게 사용된다. 반대서양주의(Anti-Atlanticism)나 반서방주의(anti-Westernism)라고 칭한다.
해당 문서는 제1세계와 유사한 의미인 서방권 뿐 아니라 지리적, 문화적 의미인 서양에도 중점을 둔다.

## 정의
서방 내지 서양의 기준을 어떻게 잡느냐에 따라 달라진다. 러시아나 튀르키예의 경우 문화적으로 범서양에 속하기는 하지만 문화적 보수주의자들은 동양 문화보다 서양 문화에 더 적대적인 성향을 보이기도 한다.
반미주의와는 유의어이나 동의어는 아니다. 많은 반미 국가들이 반서방 감정을 가지고 있는 경우가 거의 대부분이지만 외교적으로 미국에 적대적이나 유럽에 대해서는 부정적 감정이 덜하거나 호의적인 감정을 갖는 경우도 있기 때문이다.

## 사례 (국가)

### 러시아
러시아의 반서방주의는 19세기 서구주의자들과 슬라브주의자들과의 논쟁에서부터 시작되었다. 전자는 주로 근대주의자 혹은 자유주의자들로 러시아가 뒤떨어진 서구 국가라고 판단해 철저히 다른 서양 선진국을 따라 개화하고 진보해야 한다고 주장했지만 후자는 보수주의자들로 이러한 주장을 거부하고 러시아는 서양문명의 일부가 아니며 서양을 '퇴폐적'이라고 비판했다.
소련의 공산주의 통치하에서 '서구'는 '자본주의 세계'와 동의어로 불리기도 했었다. 냉전 이후 러시아 연방의 많은 정치인들이 러시아 정교회에 기반한 전통주의를 노골적으로 지향하며 서구의 자유주의에 대한 거부를 지지해 왔다. 반공주의자인 블라디미르 지리노프스키와 같은 일부 국수주의적 보수 정치인들은 러시아 내에서도 가장 반서방주의적인 정서를 표현한다.
블라디미르 푸틴은 국내외 사회, 문화, 정치 문제에서 상당히 보수적인 정책을 추진해왔다. 푸틴은 서구가 주도하고 있는 세계주의와 신자유주의를 공격하고 러시아 민족주의, 러시아의 역사적 위대함 회복, 자유주의 사상에 대한 조직적인 반대를 강하게 강조하는 싱크탱크를 적극 구성하였다. 현 러시아의 푸틴 정권은 러시아 정교회와 긴밀하게 협력하고 있는데 러시아 정교회는 때때로 민족주의 및 반서구적 성향을 조장하는 극단주의 단체들을 촉진시켰다.
러시아 정부는 일부 자유주의 비정부기구의 외국인 자금 지원을 제한했다.  친러시아 활동가들은 흔히 서구를 동성애와 성소수자 관련 의제와 동일시하고, 러시아 동성애 선전법은 러시아의 민족주의 및 종교 정치인들에게서 서구의 영향에 대한 방어벽으로써 환영받았다.

### 싱가포르
싱가포르의 전 총리였던 리콴유는 아시아적 가치를 주장하며 대한민국, 중화인민공화국, 일본, 베트남 등의 국가들이 서구적 가치가 아닌 아시아적 가치를 따라야 한다고 주장했다. 서구식 생활수준을 갖도력 노력하되, 자유민주주의 사회제도와 서구적 가치를 받아들이지 말아야 한다고 주장했다.

### 일본
일본 제국은 일반적인 시기에서 서방 국가에 적대적인 국가는 아니였으나 1930년대 후반부터 급격히 군국주의화 되면서 귀축영미, 대동아공영권 등 반서방주의적 슬로건을 내걸었다.
패전 이후 1951년 9월 8일 샌프란시스코 강화조약에 따라 일본은 주권을 회복하여 국제 사회로 복귀하고 서방권 국가가 되었다. 전후 미국과 체결한 미일안보조약은 일본의 외교와 안보의 기축이며 동 조약에 근거하여 일본 자위대는 주일미군과 공동으로 연합 방위 태세를 유지하고 있다. 1960년대라는 일부 시기를 제외한다면, 일본에서 정치 사회적으로 반서방 성향은 주류가 아니며 대중 사이에서도 반서방 감정은 영향력을 발휘하지 못 하고 있다.

### 중화인민공화국
중화인민공화국은 원래 공산주의 국가라서 건국 이후부터 서방권을 제국주의로 규정하고 외교적으로 반서방 성향을 띠기도 했지만 외교적 반'서방'(Anti-Western)이 아닌 문화적인 반'서양'(Anti-Western)의 경우 1990년대부터 중화인민공화국의 경제가 성장하며 빈부격차가 심화되며 사회적으로 보수화가 강해지면서 젊은 층 사이에서 급증하게 되었다. 이들을 중화인민공화국에서는 분청(憤青)이라고 칭하기도 한다 한다. 중화인민공화국의 반서방 감정은 국수주의적 정서와 함께 하는 경향이 있다.
중화민국의 경우 범람연맹을 비롯한 보수 세력에게서 반서방 감정이 나타나기도 한다. 반면에 범록연맹의 경우 친서방 자유주의 성향이 강해 반서방 감정은 거의 잘 나타나지 않는다.

## 사례 (사상)

### 국수주의
비서구권 국가에 속하는 대부분의 극우 국수주의 세력은 반서방 성향을 갖고 있다.
예를 들어, 러시아의 자유민주당은 인종주의와 극우 범슬라브주의를 내세우는 동시에 민주주의, 자유, 인권 등의 개념이 서구적 가치에 속한다고 간주하며, 이러한 개념에 반대한다.
일본, 타이완, 타이, 인도 등의 국수주의 정당, 단체 등은 서구적 가치에 대항하여 자국의 전통과 가치를 고수하려고 한다. 이러한 흐름은 주로 반동주의와 강한 연관을 갖는다.
반면, 서구권의 국수주의는 서구적 가치에 대한 해석이 기존 자유주의 세력과 다를 뿐, 서구적 가치를 기반으로 한 제국주의를 정당화한다는 점에서 반서구라고 보기 어렵다.

### 마르크스-레닌주의
마르크스주의는 본래 독일의 경제학자이자 철학자인 카를 마르크스의 이론으로부터 이어진 사상이라는 점에서 반서구라는 특징을 전제하지 않는다.
그러나, 소비에트 연방에서 변형된 마르크스주의 철학 교조인 마르크스-레닌주의는 즈다놉시나를 기점으로 반서구를 지향하고 있으며, 마르크스-레닌주의의 반서방은 지리·인종적인 측면에서 행해지는 것이 아닌, 문화적 측면에서 행해진다. 즈다놉시나는 혁명 전 러시아 전역에 퍼진 서구 문화를 제거·박해하는 일련의 문화 혁명 켐페인으로, 수많은 예술가를 탄압한 사건을 말한다.
이를 주도한 전연방 공산당 중앙위원회 제2서기였던 안드레이 즈다노프는 서구 사회의 문화가 부르주아 퇴폐이며, 혁명 전 러시아 전역에 만연한 서구 문화를 철저히 파괴하고 새로운 프롤레타리아 문화를 지양을 통해서 창안해내야 한다고 주장했다.
본래, 블라디미르 레닌 주도 볼셰비키는 〈서구 사회의 퇴폐 구습과의 투쟁〉를 통해 서구 사회의 특징을 살육, 난잡함, 무질서로 정의한 바 있다. 볼셰비키 사상의 영향을 받았던 중국의 공산주의 지도자 리다자오는 “서구 사회를 철저히 파괴하고 서양인이 다시는 일어서지 못 하도록 짓밟는 것이 나의 사명이다.”라고 할 정도로 서구 사회에 대한 강한 적대감을 드러낸 바 있다.

### 이슬람주의
이슬람주의는 그리스도교를 종교 문명으로서 갖추고 있는 서구에 대한 적대감을 전제로 하고 있다.
사우디 아라비아, 이란 등 이슬람주의가 국가적 기치인 나라들의 경우 문화적인 반서방주의가 강하다. 다만, 사우디 왕가의 경우 외교적으로는 친서방적 노선을 취한다.
많은 이슬람주의 철학자들은 반서방주의 성향을 보인다. 존 캘버트는 많은 이슬람주의자들이 서구사회를 비평할 때 알렉시 카렐, 오스발트 슈펭글러, 아널드 J. 토인비, 아서 쾨슬러 같은 서구 사상가들을 인용한다고 한다. 테러단체 알카에다와 ISIL은 모두 극단적으로 반서방적이며 서방국가에서 테러를 조장하고 있다.

### 제3세계 이론
남아메리카, 아랍, 아프리카 등에서 발전한 독자적인 내셔널리즘, 제3세계주의는 강한 반서구주의를 내포하고 있다.
이러한 성격은 위 지역에 속한 대부분의 국가들이 서구 제국주의의 침탈로 인한 식민 지배를 겪은 것과 관계된다.
제3세계 이론가, 주창자들은 앵글로색슨계, 켈트계 백인의 제국주의 만행이 그들이 본래 갖고 있는 폭력성과 기괴함을 통해 드러났다고 보며, 본질적으로 서구 사회가 이러한 부정적인 특징을 버릴 수 없다고 한다. 따라서, 각 제3세계 국가는 서구 사회에 적극적으로 대항해야 하며, 독자적인 경제 발전을 추구하기 위해 서구 자본의 영향력을 차단해야 한다고 주장한다.
아랍 사회주의, 아프리카 사회주의, 버마식 사회주의, 21세기 사회주의 등은 대표적인 제3세계 이론으로 여겨진다.

## 같이 보기
| - 옥시덴탈리즘 - 반자유주의 - 극단주의 - 극우, 극좌 - 인종주의 - 반유대주의 - 흑인 우월주의 | - 반미주의 - 전통주의 - 마르크스-레닌주의 - 마오쩌둥 사상 - 주체사상 - 독재 - 세계화 | - 근본주의 - 이슬람 근본주의 - 러시아 국민주의 - 유라시아주의 - 국민볼셰비즘 - 대동아공영권 |